# Бобровка (приток Брыни)
Бобровка — река в России, протекает по Думиничскому району Калужской области. Левый приток реки Брынь.

## География
Река Бобровка берёт начало восточнее села Брынь. Течёт на юг. На реке расположены село Боброво и д. Ломинка. Устье реки находится у деревни Поляки, в 5,6 км от устья реки Брынь. Длина реки составляет 16 км, площадь водосборного бассейна — 67,5 км².

### Притоки
- Речка Ломинка (левый)

## Данные водного реестра
По данным государственного водного реестра России относится к Окскому бассейновому округу, водохозяйственный участок реки — Ока от города Белёв до города Калуга, без рек Упа и Угра, речной подбассейн реки — бассейны притоков Оки до впадения Мокши. Речной бассейн реки — Ока.
Код объекта в государственном водном реестре — 09010100512110000019760.